# Opakî, Zolociv
Opakî (în ucraineană Опаки) este un sat în comuna Ruda-Koltivska din raionul Zolociv, regiunea Liov, Ucraina.

## Demografie
Componența lingvistică a localității Opakî
     Ucraineană (100%)
Conform recensământului din 2001, toată populația localității Opakî era vorbitoare de ucraineană (100%).